# Lepadella favorita
Lepadella favorita är en hjuldjursart som beskrevs av Oscar Klement 1962. Lepadella favorita ingår i släktet Lepadella och familjen Lepadellidae. Inga underarter finns listade i Catalogue of Life.